# Husch, husch ins Körbchen
Husch, husch ins Körbchen ist eine deutsche, leicht erotisch gefärbte Filmkomödie in Schwarzweiß aus dem Jahr 1969 von dem Regisseur Hans Hutter. Das Drehbuch stammt von Gunter Otto, der den Film auch produzierte. In den Hauptrollen sind Eva Astor, Peter Kamp, Sylvia Frank und Nino Korda zu sehen. Zum ersten Mal ins Kino kam der Streifen am 9. Mai 1969 in Westdeutschland. 
Der Titel des Films entspricht der viel gebrauchten Redensart, mit der kleine Kinder von ihren Eltern ins Bett geschickt werden.

## Handlung
Kaum dass Monika und Richard die Kirche verlassen haben, erhalten sie, als „50.000. Brautpaar, das hier getraut wurde“, das Angebot einer Markenartikelfirma, ihre Hochzeitsreise in ein Schloss und anschließend in ein Baden-Badener Luxushotel anzutreten – falls beide bereit sein sollten, sich für Filmaufnahmen zur Verfügung zu stellen. Die beiden sind es, ahnungslos, was auf sie zukommen wird. Denn nun werden sie nicht nur vom Kameramann dauernd gestört, sondern auch durch mannigfachste andere Umstände. Und zu allem Überfluss ist die Jungvermählte auch noch unnormal prüde, sodass die Hochzeitsnacht ebenfalls verhindert wird. Die alarmierten Freunde des Herrn Gemahl vermögen genauso wenig die Wende der Dinge herbeizuführen wie ein paar muntere Damen in deren Gefolge und im Hause. 
Aber schließlich fällt „endlich“ (so der Schlusstitel) die Festung doch noch.

## Kritiken
Die Kritiker waren sich in ihrer Einschätzung einig darüber, dass der Film nicht viel wert ist. So fasst zum Beispiel der Evangelische Film-Beobachter seine Meinung wie folgt zusammen: „Dilettantisches Lustspiel […], das wegen des bedauerlichen Unvermögens fast aller Beteiligten zu langatmig-zerdehnt, zu primitiv-hölzern, zu wenig spritzig-heiter geriet.“ Das Lexikon des internationalen Films kommt zu einer ähnlichen Einschätzung: Es bemerkt lapidar, bei dem Streifen handle es sich um ein „dilettantisch zusammengebasteltes «Lustspiel» mit enormen Längen.“

## Weblink
- Husch, husch ins Körbchen bei IMDb